# Aavakaiju
Aavakaiju är en sjö i Gällivare kommun i Lappland och ingår i Kalixälvens huvudavrinningsområde. Sjön har en area på 3,89 kvadratkilometer och ligger 458 meter över havet. Aavakaiju ligger i Sjaunja Natura 2000-område. Sjön avvattnas av vattendraget Ängesån (Liinajoki).

## Delavrinningsområde
Aavakaiju ingår i det delavrinningsområde (746831-167930) som SMHI kallar för Utloppet av Aavakaiju. Medelhöjden är 460 meter över havet och ytan är 15,24 kvadratkilometer. Räknas de 2 avrinningsområdena uppströms in blir den ackumulerade arean 21,83 kvadratkilometer. Ängesån (Liinajoki) som avvattnar avrinningsområdet har biflödesordning 2, vilket innebär att vattnet flödar genom totalt 2 vattendrag innan det når havet efter 274 kilometer. Avrinningsområdet består mestadels av skog (10 procent) och sankmarker (63 procent). Avrinningsområdet har 4,06 kvadratkilometer vattenytor vilket ger det en sjöprocent på 26,6 procent.